# NGC 3528
NGC 3528 (NGC 3497, NGC 3525) je lećasta galaktika u zviježđu Peharu. Naknadno je utvrđeno je to ista galaktika kao NGC 3497 i NGC 3528.

## Vanjske poveznice
- (eng.) SEDS: NGC 3528
- (eng.) Revidirani Novi opći katalog
- (eng.) Izvangalaktička baza podataka NASA-e i IPAC-a
- (eng.) Astronomska baza podataka SIMBAD
- (eng.) VizieR